# Adam Anzelm Wojciech Kowalski

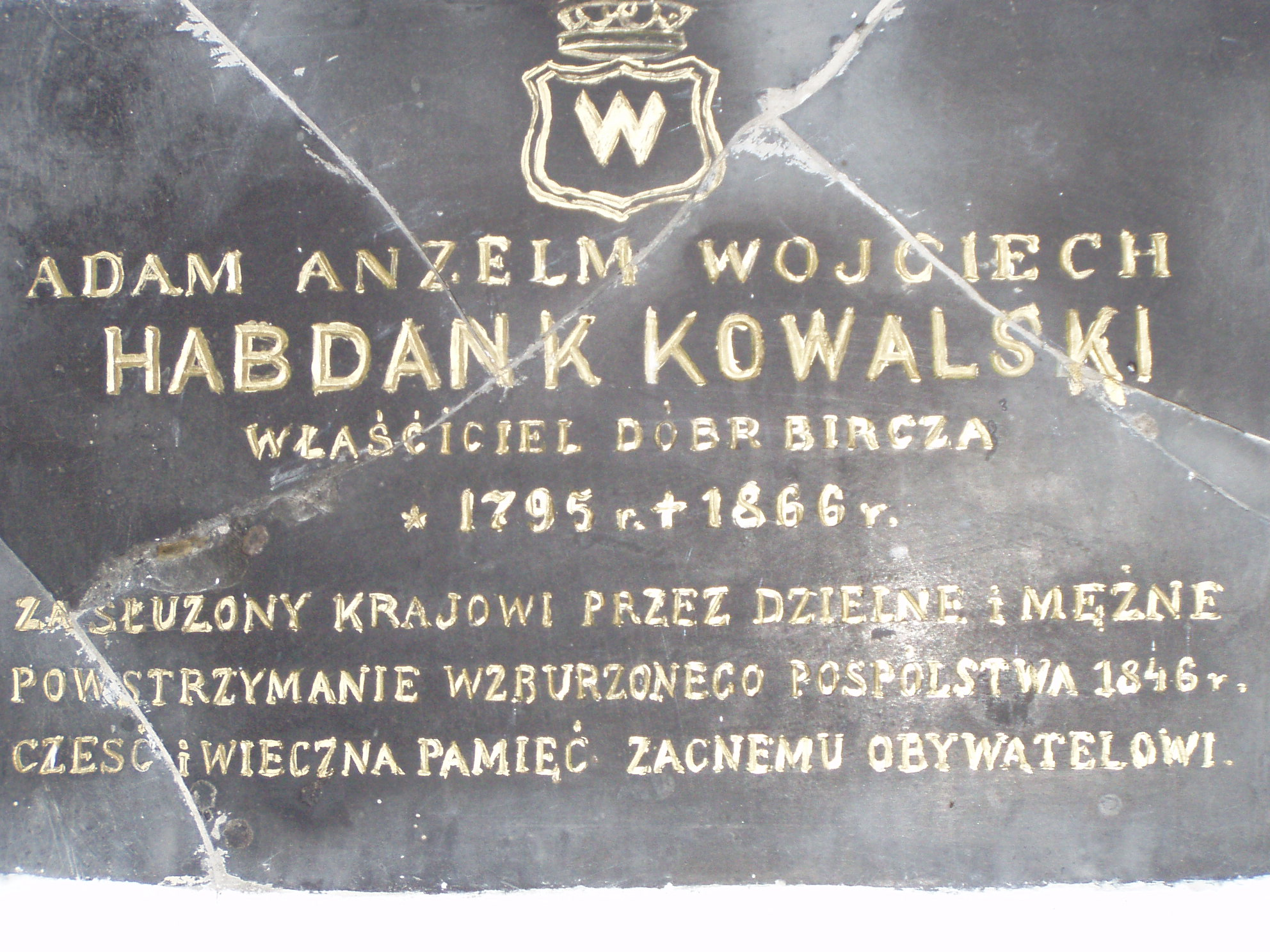
Tablica w rodzinnej kaplicy

Adam Anzelm Wojciech Kowalski  herbu Abdank (ur. 1795 w Sasowie, zm. 1866) – ziemianin, właściciel wielkich dóbr birczańskich.
Szlachcic polski z rodu Kowalskich, dziedzic Birczy. Był synem Jana Ignacego Kowalskiego. Ożeniony z Marią Ludwiką z Nahlików Kowalską (1814-1873), córką kapłana greckokatolickiego. Miał z nią czworo dzieci: Innocentego, Augustę, Stanisława i Marcelego.
Wsławił się stłumieniem rzezi galicyjskiej 1846 roku w okolicach Birczy. Pochowany w krypcie rodzinnej na Starym Cmentarzu w Birczy.